# Sven Teutenberg
Sven Teutenberg (né le 18 août 1972 à Düsseldorf) est un coureur cycliste allemand. Son frère Lars et sa sœur Ina-Yoko sont également coureurs cyclistes, tout comme sa nièce Lea Lin et son neveu Tim Torn.

## Palmarès
- 1993
  - Circuit franco-belge :
    - Classement général
    - 2ea (contre-la-montre par équipes) et 5e étapes

  - 2e étape du Tour de Bavière
  - Fresca Classic :
    - Classement général
    - 10e, 12e et 18e étapes

  - International Cycling Classic
- 1994
  - 2e et 9e étapes du Tour DuPont
  - 10e étape de la Fresca Classic
- 1995
  - 16e étape de la Fresca Classic
  - 3e de Paris-Tours
- 1996
  - Rutas de América :
    - Classement général
    - 1re, 4e et 7e étapes

  - 1re étape du Teleflex Tour
  - 10e étape du Tour DuPont
  - 8e étape de la Commonwealth Bank Classic
- 1997
  - 1re étape de la Valley of the Sun Stage Race
  - Tour de Düren
- 1998
  - Prologue du Tour de Rhénanie-Palatinat
- 1999
  - 4e étape du Rapport Toer
- 2000
  - 1rea étape du Tour de Bavière
- 2001
  - 2e, 4e et 5e étapes du Tour du Chili
  - 2e du Trophée Luis Puig
  - 2e du Trofeo Mallorca
  - 2e du Trofeo Cala Millor-Cala Bona
  - 2e du Grand Prix de Lillers
  - 3e du Trofeo Calvia
  - 10e de la Hew Cyclassics
- 2002
  - 8e du championnat du monde sur route
- 2003
  - 4e étape du Tour de Hesse

## Résultats sur les grands tours

### Tour de France
1 participation
- 2001 : 80e

### Tour d'Italie
1 participation
- 2002 : abandon (12e étape)

### Tour d'Espagne
5 participations
- 1995 : 113e
- 1997 : 111e
- 1998 : abandon (19e étape)
- 2001 : 134e
- 2002 : 132e